# 王亘坚
王亘坚（1923年—2018年8月7日），曾用名王长清，笔名叶华实，男，直隶（今河北）丰润人，中国经济学家，曾任中国财政学会理事。